# Persiapan Jala
Persiapan Jala is een bestuurslaag in het regentschap Dompu van de provincie West-Nusa Tenggara, Indonesië. Persiapan Jala telt 1708 inwoners (volkstelling 2010).